# John F. Reynolds

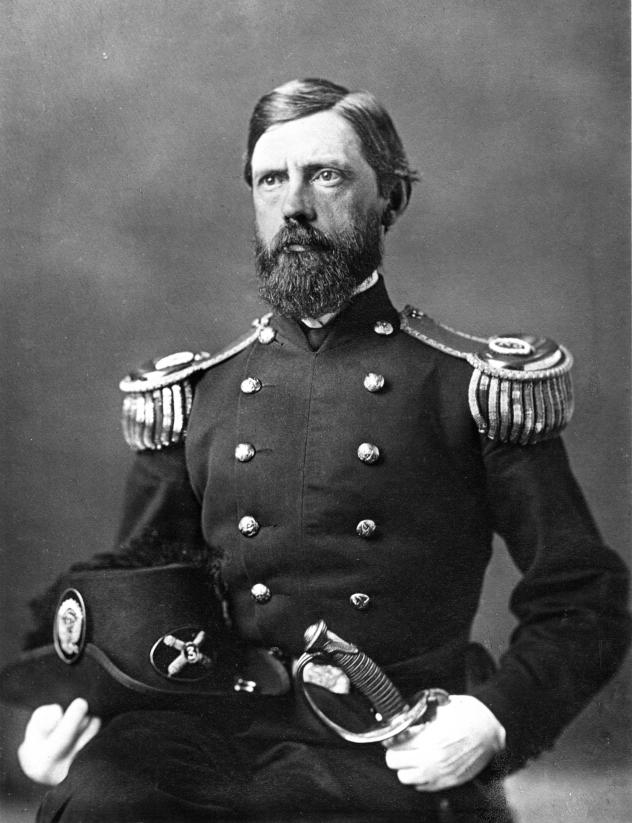
John F. Reynolds.

John F. Reynolds, född 20 september 1820 i Lancaster, Pennsylvania, död 1 juli 1863 i Gettysburg, Pennsylvania, var en amerikansk militär och general i nordstatsarmén under amerikanska inbördeskriget.
Reynolds examinerades från militärakademin i West Point år 1841. Därefter kom han att tjänstgöra i mexikanska kriget. Vid amerikanska inbördeskrigets utbrott år 1861 utnämndes han till överstelöjtnant vid 14. infanteriregementet, efter att sedan 1860 varit kadettavdelningschef vid West Point.
Under Peninsulakampanjen blev han tillfångatagen, men utväxlades i augusti 1862. Han förde befäl över 3. divisionen ur Pennsylvania Reserves i andra slaget vid Bull Run och ledde I kåren i slaget vid Fredericksburg.
Han deltog med sina styrkor i slaget vid Chancellorsville. I slaget vid Gettysburg ledde han förstyrkorna och stupade den 1 juli 1863 när han ledde "Järnbrigaden" mot sydstatsstyrkorna.

### Fotnoter
1. 1 2  Find A Grave Memorial